# Ford Prefect (personage)
Ford Prefect (ook wel Ix genoemd) is een personage uit Douglas Adams’ sciencefictionfranchise Het Transgalactisch Liftershandboek. Hij is naast Arthur Dent het enige personage dat in elke bewerking van het liftershandboeksaga voorkomt.

## Biografie
Ford is een goede vriend van Arthur Dent, een Engelsman die hij al enkele jaren kent. Op aarde doet Ford zich voor als een werkloze acteur uit Guildford. Wanneer de aarde echter vernietigd dreigt te worden door de Vogons om plaats te maken voor een intergalactische snelweg, onthult Ford dat hij in werkelijkheid een alien is van een kleine planeet bij de ster Betelgeuse. Hij heeft de afgelopen jaren op aarde doorgebracht om informatie over de planeet te verzamelen voor het Transgalactisch Liftershandboek. Eigenlijk zou hij maar een week blijven, maar hij heeft 15 jaar op aarde doorgebracht. Dankzij Ford kunnen Arthur en hij op tijd aan de vernietiging ontkomen.
Ford is in de serie vaak de persoon die Arthur veel van de in Arthurs ogen vreemde dingen in het universum uitlegt. Zo geeft hij Arthur een babelvis om te kunnen communiceren met andere rassen, en legt hij uit waarom de beste koks uit het universum zo slecht koken. Fords echte intentie is echter een goed feestje vinden en dronken worden.
Fords verdere levensverhaal verschilt per incarnatie van het verhaal. In de radioserie belandt hij op de planeet van de schepper van het universum. In de televisieserie komt hij samen met Arthur vast te zitten op een prehistorische aarde. In de boeken overleeft hij een reeks avonturen, waaronder een buitenaardse invasie, maar komt in het vijfde boek blijkbaar om wanneer de alternatieve aarde waar hij zich bevindt ook wordt opgeblazen. In het zesde boek redt Zaphod hem en de anderen met de Heart of Gold.

## Naam
Ford Prefect is een naam die het personage heeft aangenomen toen hij naar de aarde kwam. Hij vernoemde zichzelf toen naar het gelijknamige automerk met de gedachte dat dit een doorsnee aardse naam was. Volgens Douglas Adams dacht Ford dat auto’s de dominante soort waren op aarde.
In enkele van de Nederlandse vertalingen gebruikt het personage als aardse naam Amro Bank. In de Franse versie heet het personage "Ford Escort".
Fords echte naam is volgens hem alleen uitspreekbaar in zijn eigen Betelgeusiaanse dialect, dat bijna niet meer gesproken wordt. Ford heeft zelf ook nooit geleerd zijn originele naam uit te spreken, iets waar zijn vader zich zo voor schaamde dat hij stierf. Op school was zijn bijnaam "Ix".
Fords semi-neef Zaphod Beeblebrox noemt hem ook altijd "Ford", en eenmaal "Praxibetel Ix".

## Acteurs
In de originele radioserie werd de stem van Ford gedaan door Geoffrey McGivern. In de televisieserie werd hij gespeeld door David Dixon, en in de film door Mos Def.